# 悲しき願い (1964年の曲)
「悲しき願い」（かなしきねがい、Don't Let Me Be Misunderstood ）は、ベニー・ベンジャミン、グロリア・コールドウェル、ソル・マーカスが作詞・作曲した1964年の楽曲。歌手兼ピアニストのニーナ・シモンが1964年に初めてレコーディングして以降、多数のミュージシャンに採りあげられ、幾多のバージョンが生まれたスタンダード・ナンバー。特に有名なものとしては、1965年のアニマルズのバージョン、1977年のサンタ・エスメラルダによるディスコ・アレンジのバージョンなどがある。

## ニーナ・シモンのオリジナル
元々は、作曲家兼プロデューサーのホーレイス・オットが、ガールフレンド（後に妻）のグロリア・コールドウェルが思いついた歌詞とメロディを、パートナーのベンジャミン、マーカスの元に持ち込んだものがはじまり。
この曲は2人の手によって完成され、1964年のシモンのアルバム『ブロードウェイ・ブルース・バラード』（Broadway-Blues-Ballads）に提供された5曲のうちの1曲としてレコーディングされることになった。このバージョンは非常に遅いテンポでアレンジされ、ハープを含めたオーケストラをバックに、シモンが非常に個性的な彼女のスタイルでそれを歌った。オットは作詞・作曲に関与したのみならず、アルバム全体のプロデュースとオーケストラの指揮もつとめた。1964年にリリースされたシモンのシングルはチャートインしなかった。
しかし時代が変わり、シャーリーズ・セロンが主演したクリスチャン・ディオールの香水のCMやポーランドのドラマ『Rewers』でこの曲が使用されるようになった。

## アニマルズ・バージョン
エリック・バードンは後年「この曲はとてもポップとは言えなかったが、なぜか俺たちのところへやって来た。そして俺たちはすぐにこの曲と恋に落ちた。」と述べている。アニマルズは、曲に自分たちのカラーであるリズム・アンド・ブルースの味付けを施し、曲のテンポを速くした。また、オリジナルのシモン・バージョンのエンディングのフレーズを抜き出して発展させ、ヒルトン・バレンタインのギターとアラン・プライスのオルガンによる印象的なイントロのリフを考案した。このリフに導かれて、バードンのトレードマークである、深い情熱的なボーカルで歌がスタートする。
1965年の彼らのバージョンは大西洋を股に掛けたヒットとなり、イギリスのシングル・チャートの3位、アメリカのポップ・シングル・チャートの15位、およびカナダでも4位にランクされた。
このシングルは「ローリング・ストーンの選ぶオールタイム・グレイテスト・ソング500」の315位に格付けされた。
当時のアニマルズのコンサートではレコードのアレンジを忠実になぞったが、バードンは後年のステージでオリジナルのシモン・バージョンのテイストを盛り込み、ボーカルラインがほとんど「語り」に近くなるまでテンポを落としたアレンジも披露している。

## サンタ・エスメラルダ・バージョン
1977年にリリースされたサンタ・エスメラルダのバージョンは、アニマルズ・バージョンのアレンジを下敷きに、フラメンコ、サルサ、他のラテン・リズムを加味して装飾したディスコナンバーである。まず最初にアルバム『悲しき願い』アルバムの片面全体を使った16分のエピックとして発表され、カサブランカ・レコードがワールドワイドでの配給権を獲得した。シングルはホット・ダンス／ディスコクラブチャートの最高4位まで上がった。12インチ・クラブリミックスは非常に人気を呼び、ビルボードのクラブ・チャート、その他のヨーロッパ各国で1位を獲得した。その年の暮にはポップスのシングルとしてリリースされ、1978年前半にビルボードHOT100の15位にランクされた。日本ではオリコン洋楽シングルチャートで1978年2月20日付から17週連続1位を獲得した。

### 使用された番組、作品等
- NBCスポーツはリリースから数年間、ワールドシリーズを含めたゲーム中継の冒頭にこの曲を使用した。
- 1980年にはアメリカの人気番組 "Bullseye"のオープニング・テーマとして使用された。
- 映画『アメリカン・ミー』（American Me, 1992年、エドワード・ジェームズ・オルモス監督、主演）
- 映画『キル・ビル』（2003年、クエンティン・タランティーノ監督、ユマ・サーマン主演）
- 映画『キスキス,バンバン』（2005年、シェーン・ブラック監督、ロバート・ダウニー・Jr主演）
- 映画『Mr.ノーバディ』（2021年、イリヤ・ナイシュラー監督、ボブ・オデンカーク主演）

## その他の主なカバー・アーティスト
- エリック・バードン（ソロ）
- ジョー・コッカー
- ムーディー・ブルース
- エルヴィス・コステロ
- シンディ・ローパー
- トレヴァー・ラビン
- ジョン・レジェンド
- ルー・ロウルズ
- ゲイリー・ムーア
- ロベン・フォード
- ザ・キラーズ
- 尾藤イサオ - 1965年にシングルで発売した他、1970年代にも「尾藤イサオ&ドーン」名義で、ニューバージョンをシングルとして発売した。どちらも日本でヒットしており、「悲しき願い」は尾藤の代表曲のひとつとなっている。
- キング・コング&ジャングル・ガールズ
- アルフィー・ボー - アルバム「Storyteller」に収録
- メアリー・J. ブライジ - ニーナ・シモン・トリビュートアルバム『Nina Revisited: A Tribute to Nina Simone』の中で。
- ラナ・デル・レイ
- THEATRE BROOK
- Mi-Ke - 1993年『永遠のリバプールサウンド Please Please Me LOVE』収録
- 藤井風 - アルバム『HELP EVER HURT NEVER』初回限定盤（2020年）および『HELP EVER HURT COVER』（2021年）収録